# نايت رايدر (مسلسل)
نايت رايدر (بالإنجليزية: Knight Rider)‏ مسلسل تلفزيوني أمريكي درامي أكشن عرض على قناة إم بي سي أكشن من 24 سبتمبر 2008 إلى 4 مارس 2009، يعتبر المسلسل تجديد أو إعادة إحياء للمسلسل القديم بنفس الاسم الصادر عام 1982 ، ونفس الشخصيات والأدوار ونفس الأبطال.

## القصة
تدور أحداث المسلسل حول مايكل نايت «ديفيد هايسلهوف» وسيارته المتكلمة العجيبة «كيت» ومعهما العالم تشارلز غريمان وابنته سارة جيريمان ومحاولتهم حل الجرائم ومساعدة الإف بي أي " fbi "، يتوفى العالم تشارلز غريمان في حادث تحطم طائرة فسحبت الـ FBI دعمها وتعاونها مع شركة نايت " Knight "التي كان يملكها تشارلز غريمان ومن ثم انتقلت ملكيتها إلى ابنته سارة، وأصبحت شركة مستقلة يعمل فيها أربعة أشخاص فقط وهم مايكل نايت وسارة غريمان وبيلي مورغان وزوي تشيا تدعم سارة الشركة بعد حصولها على مبلغ قدره مليارات الدولارات ورثتها من أبيها، فأصبحوا يحلون الجرائم بأنفسهم.

## الترجمة العربية
ترجم اسم المسلسل إلى عدة ترجمات منها
1. راكب نايت
2. الراكب الفارس
3. الراكب الليلي

وكلا الترجمات ليست بالدقة والصحة الكاملة لأن العنوان الإنجليزي لا يحتوي على كلمة نايت -وهي الشركة التابعة لتشارلز غريمان- ومن ناحية أخرى من غير المعقول أن يركب شخص على شركة وإنما على سيارة من صنع الشركة اسمها كيت.
أما الترجمة الثانية فمن ناحية بلاغية لا تصلح.
والثالثة لها معنى لكن غير واضح بالدقة المطلوبة

## روابط خارجية
- نايت رايدر على موقع IMDb (الإنجليزية)
- نايت رايدر على موقع ميتاكريتيك (الإنجليزية)
- نايت رايدر على موقع روتن توميتوز (الإنجليزية)
- نايت رايدر على موقع كينوبويسك (الروسية)
- نايت رايدر على موقع ألو سيني (الفرنسية)
- نايت رايدر على موقع قاعدة بيانات الفيلم (الإنجليزية)